# رضا برجی
رضا برجی (زادهٔ ۱۳۴۳ در همدان)، مستندساز و عکاس ایرانی است. او تاکنون در ۱۶ جنگ بزرگ از جمله جنگ بوسنی، جنگ شوروی در افغانستان، جنگ عراق و جنگ اول قره‌باغ حضور داشته‌است.

## آثار مستند
| سال  | نام مستند           | مسئولیت  | موضوع                                                               | منبع  |
| ---- | ------------------- | -------- | ------------------------------------------------------------------- | ----- |
| ۱۳۹۳ | سال‌های گلوله و زنبق | کارگردان | مجموعه ۲۰ قسمتی دربارهٔ جنگ بوسنی و کمک‌های ایران به بوسنی و هرزگووین | [ ۲ ] |
| ۱۳۹۳ | در امتداد غدیر      | کارگردان | مجموعه مستند دربارهٔ زندگی شیعیان در اروپا                           |       |
| ۱۳۸۹ | مادران صربرنیتسا    | کارگردان | دربارهٔ نسل‌کشی و کشتار سربرنیتسا در جنگ بوسنی                        |       |
| ۱۳۸۵ | سواحل اشک و زیتون   | کارگردان | دربارهٔ جنگ ۳۳ روزه اسرائیل و لبنان در سال ۲۰۰۶                      |       |
| ۱۳۸۲ | عراق سرزمین جنگ‌ها   | کارگردان | دربارهٔ تبعات جنگ عراق و اشغال این کشور در سال ۲۰۰۳                  |       |
| ۱۳۸۲ | شماره ۶۶۳۲          | کارگردان | دربارهٔ یکی از اسرای ایرانی جنگ ایران و عراق                         |       |

- لعل بدخشان

## تقدیرها
- در شهریور ۱۴۰۰ مراسمی برای گرامیداشت هنرمندانی که در زمینه ایثار و دفاع مقدس سابقه فعالیت هنری داشتند برگزار شد. در این مراسم از رضا برجی در کنار هنرمندانی نظیر عزت‌الله مهرآوران، علیرضا افتخاری، حسین نوری و جمشید هاشم‌پور تجلیل به عمل آمد.[۳]

## داوری در جشنواره‌ها
| سال  | جشنواره                                  | بخش                             | منبع  |
| ---- | ---------------------------------------- | ------------------------------- | ----- |
| ۱۴۰۰ | دوازدهمین جشنواره فیلم عمار              | مسابقه مستند                    | [ ۴ ] |
| ۱۳۹۹ | شانزدهمین جشنواره بین‌المللی فیلم مقاومت  | مسابقه مستند «جشنواره‌جشنواره‌ها» | [ ۵ ] |
| ۱۳۸۸ | بیست و هشتمین جشنواره بین‌المللی فیلم فجر | مسابقه مستند                    |       |